# Peter Ebdon
Peter Ebdon (Kettering, 27 agosto 1970) è un giocatore di snooker inglese, vinse il Campionato mondiale nel 2002 e lo UK Championship nel 2006. Realizzò anche due 147, il primo nel 1991 e il secondo nel 1992.
Il 30 aprile 2020 annunciò il suo ritiro dallo snooker professionistico a causa di alcuni fastidi muscolari.

## Biografia
Durante la sua attività, venne spesso criticato per il suo gioco lento e privo di spettacolo; si pensi, ad esempio che al Campionato del mondo 2005, mentre affrontava Ronnie O'Sullivan ai quarti di finale, impiegò cinque minuti per tirare una biglia. Nella classifica mondiale di merito raggiunse il terzo posto assoluto nella stagione 1996-1997 e nuovamente in quella 2002-2003.
Nel 2005 è emigrato a Dubai, dove ha vissuto fino al 2009 con la sua ex-moglie Deborah e i suoi quattro figli: Ruby Mae, Ethan, Tristan e Clarissa. Dopo aver divorziato, nel 2010 ha sposato l'ungherese Nora.

## Carriera

### 1990-1995
Dopo aver esordito con qualche piazzamento nei primi turni, Ebdon arrivò ai quarti di finale nel Campionato mondiale 1992, il primo disputato in carriera. Nel primo turno riuscì a battere il 6 volte campione Steve Davis con il risultato di 10-4, nel secondo spazzò via Martin Clark 13-4, ma venne eliminato dal campione del mondo 1979 Terry Griffiths.
Nel 1993, con il trionfo al Grand Prix, Ebdon vinse il suo primo titolo Ranking in carriera, battendo in finale Ken Doherty 9-6. Sempre nella stessa stagione, l'inglese ottenne per la prima volta un posto al Masters di Londra come wildcard. Nel primo turno Ebdon sconfisse ancora Davis, ma si fermò al secondo per colpa di James Wattana. Nella stagione 1994-1995 Ebdon vinse il Pontins Professional e l'Irish Masters, terminando in finale anche al Dubai Classic, ottenendo anche quattro semifinali.

### Stagione 1995-1996
Nella stagione successiva Ebdon arrivò complessivamente in sette finali e riuscì a vincerne tre, tra cui due della Tripla Corona, ovvero UK Championship e Campionato mondiale, dove l'inglese perse entrambe le volte contro Stephen Hendry, giocatore che lo aveva battuto anche allo Scottish Masters, ma che Ebdon aveva sconfitto all'Irish Masters nella medesima stagione.

### 1996-2001
Nel 1996-1997 vinse lo Scottish Masters e il Thailand Open, raggiungendo anche cinque semifinali. Dopo questi successi, Ebdon passò tre stagioni (dal 1997-1998 al 1999-2000) senza vincere alcun torneo, raggiungendo come miglior risultato la finale del British Open 1999 persa contro Hendry. Il ritorno al vertice arrivò nel 2000-2001 con il trionfo al British Open e allo Scottish Open, sconfiggendo in finale rispettivamente Jimmy White e Ken Doherty.

### Stagione 2001-2002
Ebdon esordì nella stagione 2001-2002 arrivando in semifinale in Champions Cup e perdendo la finale della LG Cup contro Stephen Lee per 9-4. Arrivò ai quarti di finale allo UK Championship, dove venne battuto dal futuro vincitore del torneo Ronnie O'Sullivan 9-8, poi perse la sua seconda finale stagionale all'Irish Masters contro John Higgins con il risultato netto di 10-3 in favore dello scozzese.

#### Campionato mondiale 2002
Successivamente perse in semifinale dello Scottish Open e, dopo alcuni risultati mediocri, iniziò il Campionato del mondo battendo Michael Judge al primo turno. Al secondo, Ebdon vinse contro Joe Perry 13-7 e superò anche Anthony Hamilton ai quarti; in semifinale incontrò Matthew Stevens e lo batté al decisivo 17-16 giungendo così in finale, dove affrontò Stephen Hendry, che ha a sua volta battuto il campione in carica O'Sullivan.
All'inizio della contesa, Ebdon vinse i primi quattro frames consecutivamente, ma Hendry ne vinse quattro a sua volta. Dopo aver vinto un frame a testa, è Ebdon a portarsi decisamente avanti 11-6, ma quando tutto sembrava perso, Hendry portò a casa otto dei successivi nove frames ribaltando completamente la situazione. Da lì in poi il match divenne equilibrato: ogni frame vinto corrisponde ad un frame perso per entrambi i giocatori e, come logica conseguenza, il match andò al frame decisivo, dove Ebdon la spuntò con una serie da 59, vincendo il suo primo titolo mondiale in carriera, rivendicando allo scozzese la finale persa nel 1996.

### 2002-2007
La stagione post-titolo non fu delle migliori, infatti Ebdon raggiunse solo tre semifinali come miglior risultato (UK Championship, European Open e Premier League). Al Campionato mondiale perse ai quarti contro Paul Hunter per 13-12, dopo aver battuto nei primi due turni Gerard Greene e Tony Drago. Tornò a vincere un torneo nel 2003-2004 conquistando l'Irish Masters contro Mark King in finale.
Tornò nella fasi importanti al Crucible nel 2005, perdendo in semifinale contro Shaun Murphy, che sarebbe poi andato a vincere il suo primo titolo, e nel 2006, con il ritorno in finale a quattro anni dal successo; nei primi tre turni Ebdon batté i connazionali Michael Holt (10-8), David Gray (13-2) e Shaun Murphy (13-7). In semifinale superò al decisivo Marco Fu, ma perse la finale contro Graeme Dott per 18-14.
Nella stagione 2006-2007 riuscì a vincere lo UK Championship battendo in finale Stephen Hendry, riprendendosi stavolta la finale persa nel 1995. Arrivò poi in semifinale alla Malta Cup dove venne battuto da Ryan Day.

### 2007-2013
Dopo una deludente stagione 2007-2008, Ebdon vinse il China Open 2009 battendo John Higgins in finale 10-8. Negli anni successivi non riuscì tuttavia ad esprimersi al meglio, conquistando nel 2012 un altro China Open, il suo ultimo titolo Ranking. Nella stagione 2012-2013 perse la finale dell'Australian Goldields Open e raggiunse le semifinali dell'International Championship.

### 2013-2020
Dopo essere sceso drasticamente nel Ranking, Ebdon passò alcune stagioni raggiungendo al massimo i quarti una volta ogni tanto. Una leggera risalita arrivò nella stagione 2018-2019, dove Ebdon ritornò, per l'ultima volta da professionista, in una finale dopo 6 anni al Paul Hunter Classic, ma perse 4-2 contro Kyren Wilson. Raggiunse poi ai quarti nel Northern Ireland Open dove venne battuto al decisivo da Eden Sharav.

### 30 aprile 2020: Il ritiro
A seguito di una stagione molto infelice considerando i risultati, nella serata del 30 aprile 2020 Peter Ebdon annunciò il suo ritiro dallo snooker professionistico, denunciando alcuni problemi muscolari che gli hanno impedito di proseguire a giocare. Il suo ultimo torneo disputato nel Main Tour è stato lo Scottish Open 2019, mentre il suo ultimo match lo ha svolto a Barnsley per le qualificazioni al German Masters 2020, dove perse al primo turno contro Matthew Stevens per 5-4.

## Ranking
| Stagione  | Ranking iniziale | Ranking finale |
| --------- | ---------------- | -------------- |
| 1991-1992 | Non classificato | 47             |
| 1992-1993 | 47               | 21             |
| 1993-1994 | 21               | 10             |
| 1994-1995 | 10               | 10             |
| 1995-1996 | 10               | 3              |
| 1996-1997 | 3                | 5              |
| 1997-1998 | 5                | 7              |
| 1998-1999 | 7                | 13             |
| 1999-2000 | 13               | 12             |
| 2000-2001 | 12               | 7              |
| 2001-2002 | 7                | 3              |
| 2002-2003 | 3                | 7              |
| 2003-2004 | 7                | 8              |
| 2004-2005 | 8                | 7              |
| 2005-2006 | 7                | 7              |
| 2006-2007 | 7                | 6              |
| 2007-2008 | 6                | 9              |
| 2008-2009 | 9                | 14             |
| 2009-2010 | 14               | 18             |
| 2010-2011 | 18               | 13             |
| 2011-2012 | 13               | 20             |
| 2012-2013 | 20               | 30             |
| 2013-2014 | 30               | 36             |
| 2014-2015 | 25               | 31             |
| 2015-2016 | 31               | 31             |
| 2016-2017 | 31               | 40             |
| 2017-2018 | 40               | 55             |
| 2018-2019 | 55               | 47             |
| 2019-2020 | 47               |                |

### Break Massimi da 147: 2
| N° | Anno | Competizione                 | Avversario   | Note                |
| -- | ---- | ---------------------------- | ------------ | ------------------- |
| 1  | 1991 | Strachan Open Qualificazioni | Wayne Martin | [ 5 ] [ 45 ] [ 46 ] |
| 2  | 1992 | UK Championship              | Ken Doherty  | [ 47 ]              |

## Tornei vinti

### Titoli Non-Ranking: 4
| Titoli Ranking      | Titoli Ranking | Titoli Ranking                 | Titoli Ranking |
| ------------------- | -------------- | ------------------------------ | -------------- |
| Competizione        | Anno           | Avversario                     | Note           |
| Campionato mondiale | 2002           | Stephen Hendry                 | [ 2 ]          |
| UK Championship     | 2006           | Stephen Hendry                 | [ 3 ]          |
| Grand Prix          | 1993           | Ken Doherty                    | [ 9 ]          |
| Thailand Open       | 1997           | Nigel Bond                     | [ 48 ]         |
| British Open        | 2000           | Jimmy White                    | [ 49 ]         |
| Scottish Open       | 2001           | Ken Doherty                    | [ 50 ]         |
| Irish Masters       | 2004           | Mark King                      | [ 28 ]         |
| China Open          | 2009 - 2012    | John Higgins - Stephen Maguire | [ 36 ] [ 37 ]  |

| Titoli Non-Ranking   | Titoli Non-Ranking | Titoli Non-Ranking | Titoli Non-Ranking |
| -------------------- | ------------------ | ------------------ | ------------------ |
| Competizione         | Anno               | Avversario         | Note               |
| Irish Masters        | 1995               | Stephen Hendry     | [ 51 ]             |
| Pontins Professional | 1995               | Ken Doherty        | [ 52 ]             |
| Malta Grand Prix     | 1995               | John Higgins       | [ 53 ]             |
| Scottish Masters     | 1996               | Alan McManus       | [ 54 ]             |

## Finali perse

### Titoli Non-Ranking: 2
| Titoli Ranking             | Titoli Ranking   | Titoli Ranking               | Titoli Ranking |
| -------------------------- | ---------------- | ---------------------------- | -------------- |
| Competizione               | Anno             | Avversario                   | Note           |
| Campionato mondiale        | 1996 - 2006      | Stephen Hendry - Graeme Dott | [ 14 ] [ 34 ]  |
| UK Championship            | 1995             | Stephen Hendry               | [ 13 ]         |
| Dubai Classic              | 1994             | Alan McManus                 | [ 55 ]         |
| European Open              | 1996             | John Parrott                 | [ 56 ]         |
| British Open               | 1999 (settembre) | Stephen Hendry               | [ 57 ]         |
| LG Cup                     | 2001             | Stephen Lee                  | [ 58 ]         |
| Australian Goldfields Open | 2012             | Barry Hawkins                | [ 38 ]         |
| Paul Hunter Classic        | 2018             | Kyren Wilson                 | [ 41 ]         |

| Titoli Non-Ranking | Titoli Non-Ranking | Titoli Non-Ranking | Titoli Non-Ranking |
| ------------------ | ------------------ | ------------------ | ------------------ |
| Competizione       | Anno               | Avversario         | Note               |
| Scottish Masters   | 1995               | Stephen Hendry     | [ 59 ]             |
| Irish Masters      | 2002               | John Higgins       | [ 60 ]             |